# 모티 융
모티 융(Moti Yung)은 암호바이러스학(cryptovirology)과 클렙토그래피(kleptography)를 창시한 미국의 암호학자, 컴퓨터 보안 전문가이다. 1988년 컬럼비아 대학교에서 즈비 갈릴의 지도로 박사 학위를 받았다.